# Левко Григорій
Григорій Левко (псевдо: «Крук») (1924,  — після 1947) — військовий діяч, поручник УПА, командир сотень «Месники-4» і «Месники-5» куреня «Месники» ТВ-27 «Бастіон» Військової округи-6 «Сян» групи УПА-Захід.

## Життєпис
Командир сотень «Месники-4» і «Месники-5» куреня «Месники» ТВ-27 «Бастіон» Військової округи-6 «Сян» групи УПА-Захід. 
Сотні налічували близько 70 осіб. Після їх розгрому у серпні 1947 року перебрався на територію УРСР й там пропав.